# Musée du Parc M'Ploussoue de Bonoua
Le Musée du Parc M'Ploussoué de Bonoua est un musée situé à Bonoua, dans le District de la Comoé, en Côte d'Ivoire. Il est constitué de quatre salles d’exposition permanente inspirées de l’architecture traditionnelle abouré, présentant la vie du peuple à travers des objets usuels, des insignes de pouvoir, des instruments de travail et des statuettes. C'est un cadre naturel qui est doté d'une structure muséographique et dépend de la mairie de Bonoua.

## Historique
Bâti sur une superficie de 16 hectares, le musée du parc M'Ploussoué est créé en 1981 sur proposition du conseil municipal.

## Mission
Le parc est créé pour conserver et mettre en valeur le riche patrimoine culturel et végétal du peuple Abouré Ehivê de Bonoua. En outre, il sert de cadre à l'organisation des manifestations de différentes natures, notamment les conférences, les danses, les représentations théâtrales, les réunions, les mariages, les retraites spirituelles, les déjeuners, les diners, les cocktails et les projections de films.

## Ressources
Les ressources sont constituées d'espaces couverts, d'espaces non couverts, du fonds muséographique et de ressources de fonctionnement.

### Les espaces couverts
Les éléments qui composent les espaces verts sont : le musée, le théâtre, la salle de conférence, le bar-restaurant et le centre artisanalqui offre aux visiteurs une collection d'instruments traditionnels, des parures, des masques, des documents, des objets d'arts.

### Les espaces non couverts
Le seul espace non couvert du parc est le jardin botanique, une attraction du parc qui regroupe plusieurs 25 espèces groupées en 16 familles dont les conifères, les papilionacées, les mimossacées, les anarcadiées et les cecropiacées qui sont utilisées en pharmacopée traditionnelle pour le traitement de plusieurs maux dont le paludisme, les maux de reins, la migraine, les douleurs de ventre, les problèmes de tension et autres,.

### Le personnel
Trois agents travaillent en permanence pour le compte du parc M'Ploussoué. Il s'agit du responsable de l'institution et de deux gardiens.